# Куларинское сельское поселение
Куларинское се́льское поселе́ние — муниципальное образование в Ачхой-Мартановском районе Чечни Российской Федерации.
Административный центр — село Кулары.

## История
Статус и границы Куларинского сельского поселения в Грозненском районе были установлены Законом Чеченской Республики от 20 февраля 2009 года № 12-РЗ «Об образовании муниципального образования Грозненский район и муниципальных образований, входящих в его состав, установлении их границ и наделении их соответствующим статусом муниципального района и сельского поселения».
1 января 2020 года территория Куларинского сельского поселения (село Кулары) была передана из состава Грозненского района в Ачхой-Мартановский район.

## Население
| 2010  | 2012  | 2013  | 2014  | 2015  | 2016  | 2017  |
| ----- | ----- | ----- | ----- | ----- | ----- | ----- |
| 5358  | ↗5444 | ↗5483 | ↗5510 | ↗5585 | ↗5676 | ↗5762 |
| 2018  | 2019  | 2020  | 2021  | 2023  | 2024  |       |
| ↗5849 | ↗5947 | ↗5960 | ↘5918 | ↗5979 | ↗6035 |       |

## Состав сельского поселения
| № | Населённый пункт | Тип населённого пункта | Население |
| - | ---------------- | ---------------------- | --------- |
| 1 | Кулары           | село                   | ↗6035     |